# Alcobaça (freguesia)
Alcobaça is een plaats (freguesia) in de Portugese gemeente Alcobaça in het district Leiria en telt 4987 inwoners (2001).
De stad werd in 1147 gesticht toen koning Alfons I van Portugal besloot er een klooster te bouwen ter nagedachtenis van de verovering van Santarém op de moslims. 
Bekend is verder dat moslims de plaats in 1190 kortstondig wisten te heroveren.

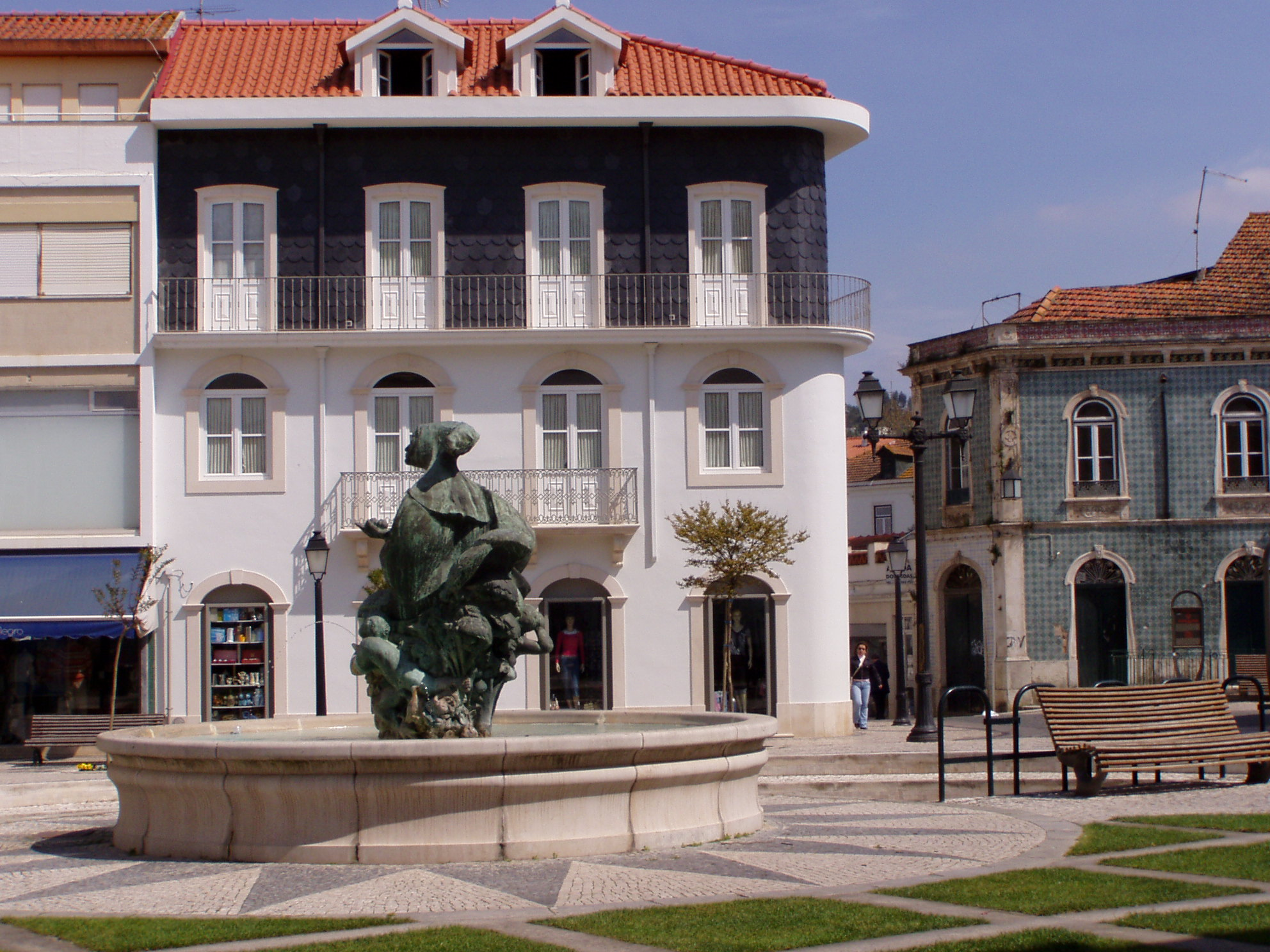
Praça da República